# برهانی‌بازار
برهانی‌بازار (به انگلیسی: Barhani Bazar) یک منطقهٔ مسکونی در هند است که در Siddharthnagar district واقع شده‌است.

## خصوصیات
برهانی‌بازار  ۱۱٬۸۲۴ نفر جمعیت دارد.